# Seizo Suzuki
Pour les articles homonymes, voir Suzuki (homonymie).

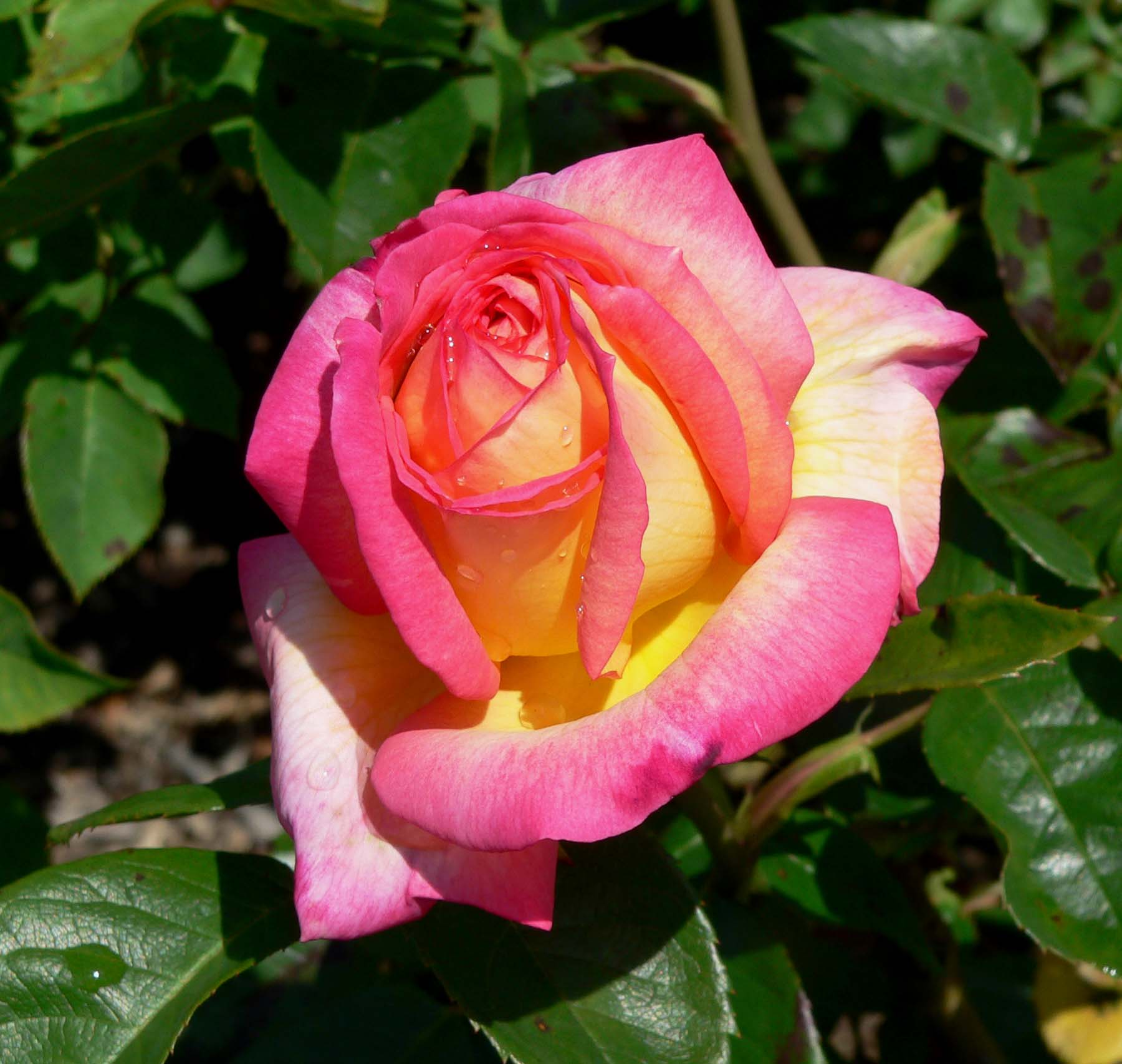
'Asagumo' (Oriental Dawn), Suzuki 1973

Seizo Wakahayashi, dit Seizo Suzuki (23 mai 1913 – 20 janvier 2000), est  un pépiniériste rosiériste japonais  surnommé « Mister Rose ».

## Biographie
Seizo Suzuki est né en 1913 à Koishikawa, dans le département de Tokyo. En 1922, sa famille déménage à Shimoochiai. Après des études au lycée public de Shinjuku, il entre à l’école de botanique de Tōkyō où il étudie le paysagisme et l’horticulture. Lorsqu’il en sort, il se perfectionne en horticulture et son intérêt pour les roses débute.
En 1938, Seizo Suzuki crée dans l’actuelle Okusawa de l’arrondissement de Setagayaku une roseraie, le « Todorokibaraen » (le « jardin où bourdonnent les roses »). Là il commence à cultiver les rosiers.
Après la Seconde Guerre mondiale, outre ses travaux de pépiniériste et de rosiériste au Todorokibaraen, il participe à des expositions et colloques sur les roses et sa renommée devient internationale. À la demande du chemin de fer de Narita, il plante la roseraie de Yutsuyûen.
En 1959 est créée la roseraie de Narita, dont il devient directeur et en même temps directeur de l'Institut de recherche du Japon sur la rose. Le Todorokibaraen ferme en 1974 et il se consacre à la roseraie de Narita et à ses travaux de recherche sur la couleur et sur le parfum des fleurs. 
Seizo Suzuki s'engage pour la défense des obtenteurs, c'est-à-dire, la législation du droit à la propriété des espèces végétales nouvellement créées, et en 1978, il contribue à l’établissement d'une loi sur les semences. Par la suite, il se retira à un poste de conseiller et mourra en 2000.
Ce rosiériste a œuvré à la fois à la conservation des espèces et à la recherche et la création.